# Gabriel Fauré
Gabriel Urban Fauré (Pamiers, 12. svibnja 1845. – Pariz, 4. studenog 1924.), francuski skladatelj.
Isprva je bio orguljaš u pariškim crkvama, zatim profesor i direktor pariškom konzervatoriju. Uz Debussyja i Ravela utemeljitelj je novije francuske škole.
Camille Saint-Saëns bio mu je učitelj, a poslije i dobar prijatelj koji je utjecao na njegovo glazbeno stvaralaštvo. Bio je pravi Parižanin: tankoćutan, otmjen, osjećajan, profinjen. Nazivaju ga vrhunskim minijaturistom i poetskim majstorom. Govore da je francuski Schubert. Radio je s malim oblicima, a stručnjaci govore o "helenskoj" ljepoti njegovih djela. Znamo da je bio sklon klaviru. Najboljim djelom mu se smatra Requiem (1887.) koji stručnjaci smatraju najboljim francuskim duhovnim djelom, a drugi pak da je to najbolje zborsko djelo u povijesti glazbe. Gabrielov Requiem podsjeća na glasoviti Agnus Dei od Claudia Monteverdija. Fauré je težio obnovi francuske glazbe u duhu tradicije. Svojim harmonijama navijestio je impresionizam. Najbolja djela su mu lirske solo pjesme te poetske komorne kompozicije. Skladao je i opere ("Prometej", "Penelopa"), orkestralnu, crkvenu i scensku glazbu.
Najbolja djela: Balada za klavir i orkestar u Fis-duru, Elegija za violončelo i orkestar, razna komorna djela za klavir (duo, trio, kvartet i kvintet) te za gudače.